# هیثکوت هاوارد همر
هیثکوت هاوارد همر (انگلیسی: Heathcote Hammer; ۱۵ فوریهٔ ۱۹۰۵ – ۱۰ مارس ۱۹۶۱) فرد نظامی اهل استرالیا بود. وی همچنین برندهٔ جوایزی همچون نشان امپراتوری بریتانیا شده‌است.